# Joseph-Jean Goislard de Monsabert
Joseph-Jean Goislard de Monsabert, francoski general, * 1887, † 1981.